# 서울아카데미국제학교
서울아카데미국제학교(Seoul Academy International School)는 서울특별시 강남구에 있는 외국인학교이다.

## 연혁
- 1983년 : 개교

서울아카데미